# Blinddruktang

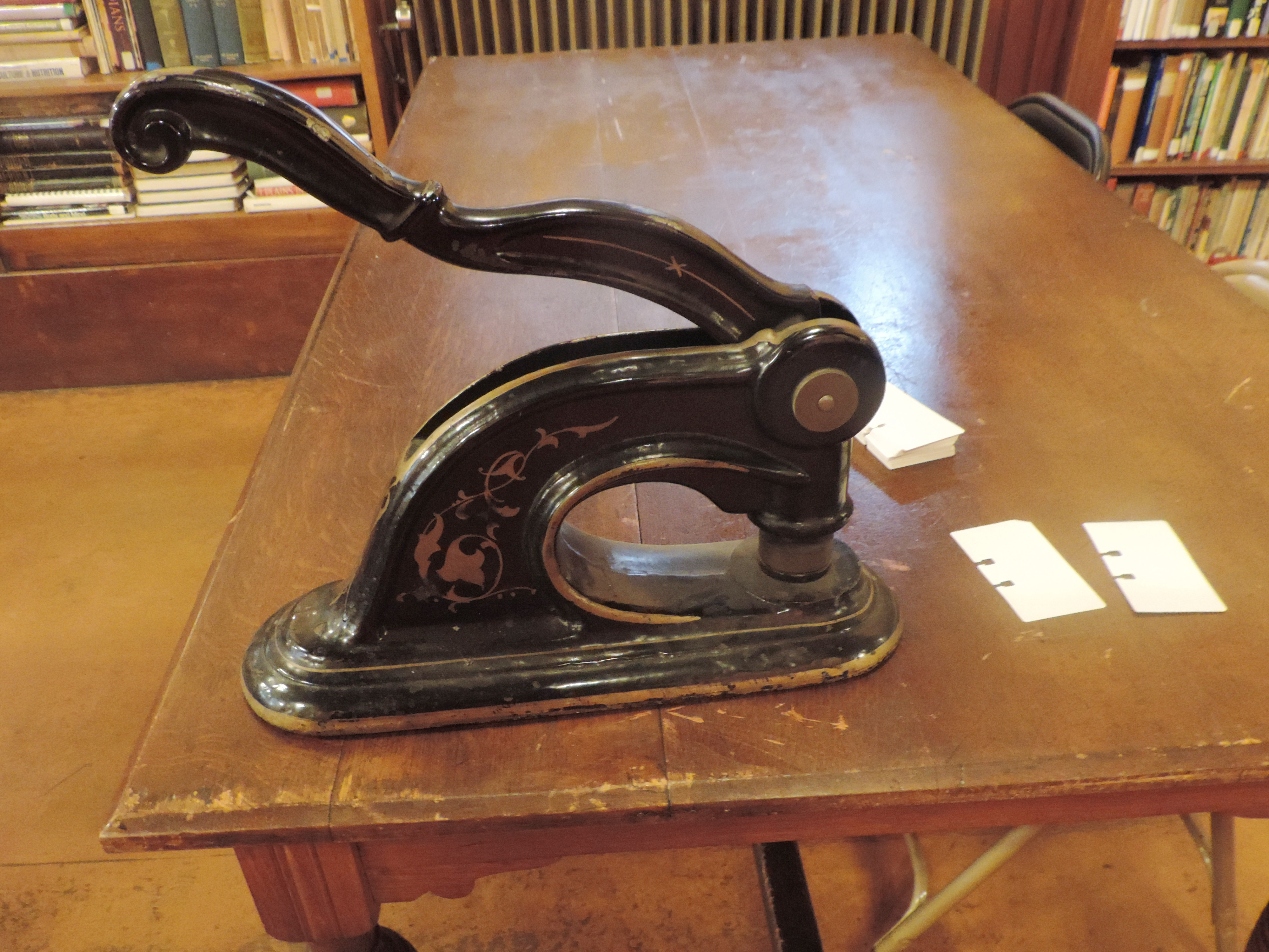
Blinddrukapparaat

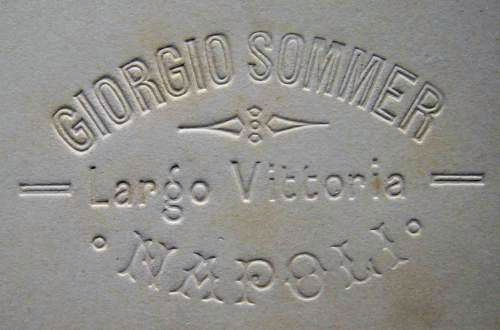
Voorbeeld van een droogstempel van een 19e-eeuwse fotograaf

Een blinddruktang (ook blinddrukstempel, preegstempel, reliëfstempel, diepdrukstempel of droogstempel) is een apparaat waarmee een blinddruk of droogstempel kan worden aangebracht in papier of ander vlak materiaal (bijvoorbeeld metaalfolie of plastic plaatjes): een afbeelding in reliëf, zonder dat daarbij inkt wordt gebruikt.
De afdruk die op die manier wordt gemaakt, is nagenoeg onuitwisbaar. 
Een eenvoudige blinddruktang is een klein apparaatje dat wat lijkt op een nietmachine. Men kan handmatig het papier ertussen doen en de hendel omlaag drukken.
Blinddruk op grotere schaal kan machinaal worden gemaakt met een blinddrukpers.